# سامرتون، آکسفوردشر
سامرتون (به انگلیسی: Somerton) یک روستا و محله مدنی در بریتانیا است که در چرول واقع شده‌است. سامرتون ۸٫۰۰ کیلومتر مربع مساحت و ۳۰۵ نفر جمعیت دارد.